# Societatea culturală și educațională sârbă „Prosvjeta” din Teslic
Societatea culturală și educațională sârbă „Prosvjeta” din Teslic (sârbă SPKD Prosvjeta Teslić) este o organizație culturală din orașul Teslic, Republika Srpska,  Bosnia and Herzegovina re-înființată în anul 1991 și este principalul jucător cultural al orașului, reunind inelectualii, educatorii și tineretul sub un tutela unui singur țel: cel de a prezerva cultura sârbă a regiunii Doboj. Societatea este manageriată de către un comitet a vice-președinților format din 7 membri, toți sub patronarea directă a președintelui Zivko Petrovic-Kiko.

## Activități desfășurate
SPKD „Prosvjeta” Teslić este bine cunoscută pentru organizarea evenimentelor culturale din orașul Teslic, precum: „Bucuria Sf. Sava” (sârbă Svetosavske radosti), „Preaiubitul oraș” (sârbă Voljenom gradu), „Zilele toamnei ale culturii” (sârbă Jesenji dani kulture), și „Festivalul de muzică folk sârbească Sabor” (sârbă Sabor srpskog izvornog narodnog stvaralaštva). De asemenea, „Preaiubitul oraș” a apărut ca o mulțumire adresată Sfântului Patron a Teslicului, și are loc în fiecare an în interiorul teatrului amator de dramă „Branislav Nusic”, unde numeroși membri ai societății culturale încântă publicul cu acte de teatru, dansuri populare sârbești și muzică tradițională sârbească. De asemenea, aceștia organizează și o exoziție de artă cunoscută pentru operele expuse.
În același timp, în ultimii doi ani, aceștia au organizat „Academia Spirituala” (sârbă Voljenom gradu) în cooperare cu organizația „Comunitatea tinerilor Sf. Sava” (sârbă Sveti Sava mladih Forum).
Pe de cealaltă parte, „Zilele toamnei ale culturii” este un festival cu tradiție pentru SPKD Prosvejta, care organizează evenimentul timp de peste 15 ani și are loc între lunile Septembrie și Decembrie, timp în care se petrec o multitudine de evenimente specifice culturii sârbe.
În pofida acestui lucru, cea mai mare realizare a acestora este festivalul de muzică folk sârbă care strânge un număr extrem de mare de participanți care vizitează în fiecare an Parlamentul Sârb. Anul acesta au ajuns la numărul 35 (19 iulie 2016).
Cu toate acestea, evenimentul favorit al acestora este Duminica Sfântului Sava (sârbă Svetosavska nedelja) care are o tradiție de peste 18 ani și care crește pe an ce trece.
În plus, SPKD Prosvjeta organizează de asemenea în fiecare an:
- 7 expoziții de artă;
- 10 evenimente folclorice;
- 5 lansări de carte;
- 8 târguri de cărți.

Toate aceste activități sunt posibile datorită numeroșilor membri a societății:
- 80 de membri în Teslic;
- 30 de membri în Viktovci;
- ~50 de membri în Pribnic și Đulić;
- 15 membri ai departamentului de artă.

## Colaborări
SPKD este cunoscută pentru buna colaborare a acestora cu organizațiile: Comunitatea tinerilor „Sf. Sava”, Biblioteca națională „Danilo Kis” din Teslic, și Teatrul amator de dramă „Branislav Nusic” din Teslic.
De asemenea, o bună colaborare s-a stabilit și între aceștia și instituțiile de învățământ din orașul Teslic, oferind copiilor experiențe culturale de neuitat.

## Facilități
Biblioteca acestora este deschisă permanent, în special pentru pensionari și studenți. Trebuie menționat faptul că pentru a avea acces la aceasta trebuie să fiți membru a societății.
În același timp, muzeul acestora atrage numeroși tineri doritori de cunoaștere.

## Obiective
Pe lângă promovarea culturii sârbe, aceștia joacă un rol extrem de important în prezervarea alfabetului chirilic, promovând-ul cu orice ocazie.

## Membri ai comitetului de vice-președinți
1. Borislav Predojević
2. Zarko Jovicic
3. Teso Ristić
4. Radomir Jokic
5. Vidosava Pavlović
6. Vojislav Jovananić
7. Boško Manojlovic

## Membri ai comitetului de decizii ordinare
1. Aleksa Kasapović
2. Boško Mišić
3. Miodrag Marković
4. Vukman Krgović
5. Zdravko Trivunović
6. Dušanka Lukonić
7. Milorad Marković
8. Savo Knezevic
9. Nedo Kovačević
10. Bogomir Đukić
11. Vojislav Jovanić
12. Miroslav Popović
13. Zoran Vasojević
14. Radisav Ristić
15. Radomir Jokic
16. Milorad Simic
17. Brane Peulić
18. Stojan Šajinović
19. Gordana Anđelić
20. Zdravko Jelic
21. Borislav Predojev ic
22. Dusan Kuzmanovic
23. Lazo Ristić
24. Miodrag Gačić
25. Darinka Bogdanić
26. Zaga Gavric
27. Tešo Ristić
28. Zdravko Ostojic
29. Zeljko Vukovic
30. Miro Đukarić, archpriest-stavrofor
31. Slavoljub Petricevic
32. Vidosava Pavlović
33. Živko Petrović
34. Aleksandra Jotanović
35. Jovičić Žarko
36. Boško Manojlovic
37. Cedo Grbic
38. Momčilo Gotovac
39. Ljubo Pozderović
40. Mika Smiljić
41. Milica Jovic
42. Adam Bogdanić
43. Milorad Malbašić
44. Anđelija Panic
45. Mile Brkic